# Рубило

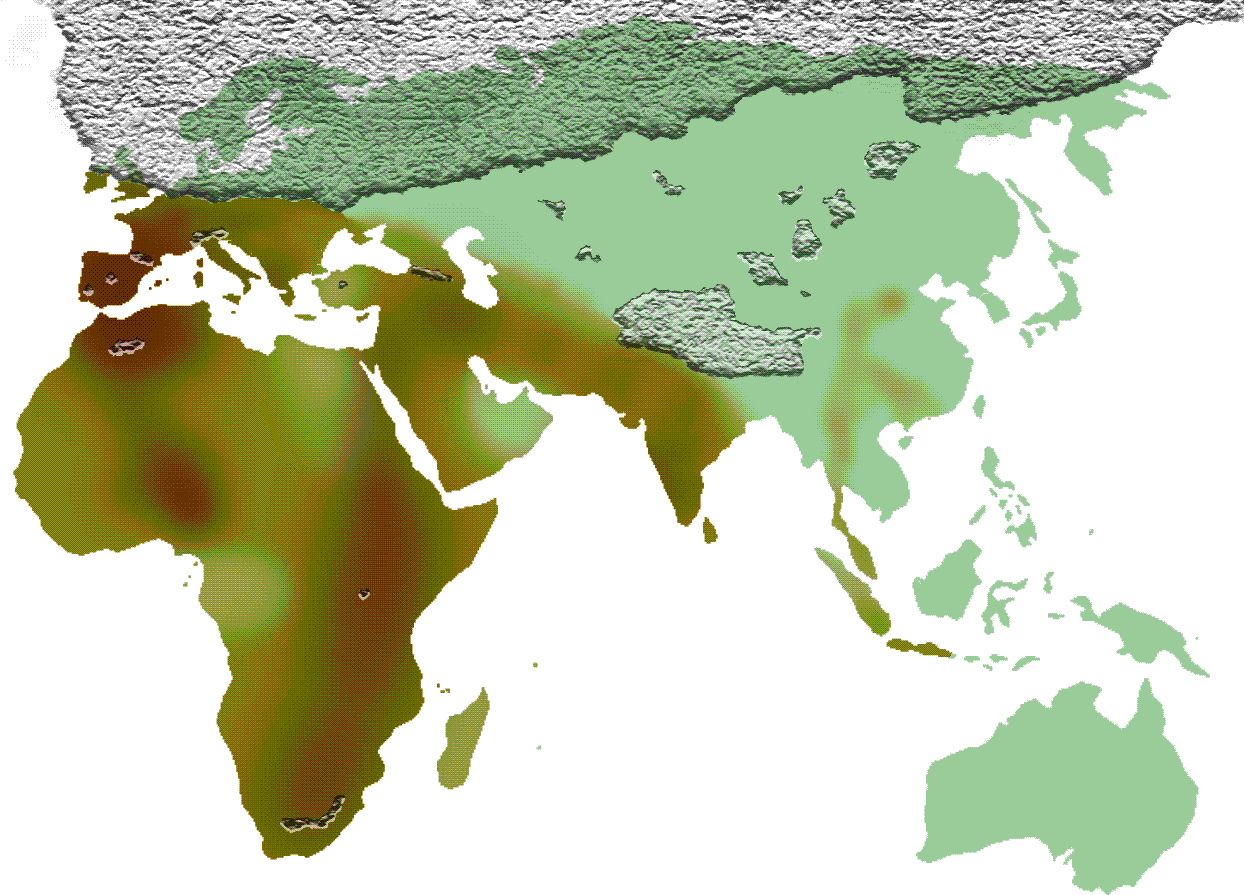
Распространение культур с бифасами в среднем плейстоцене

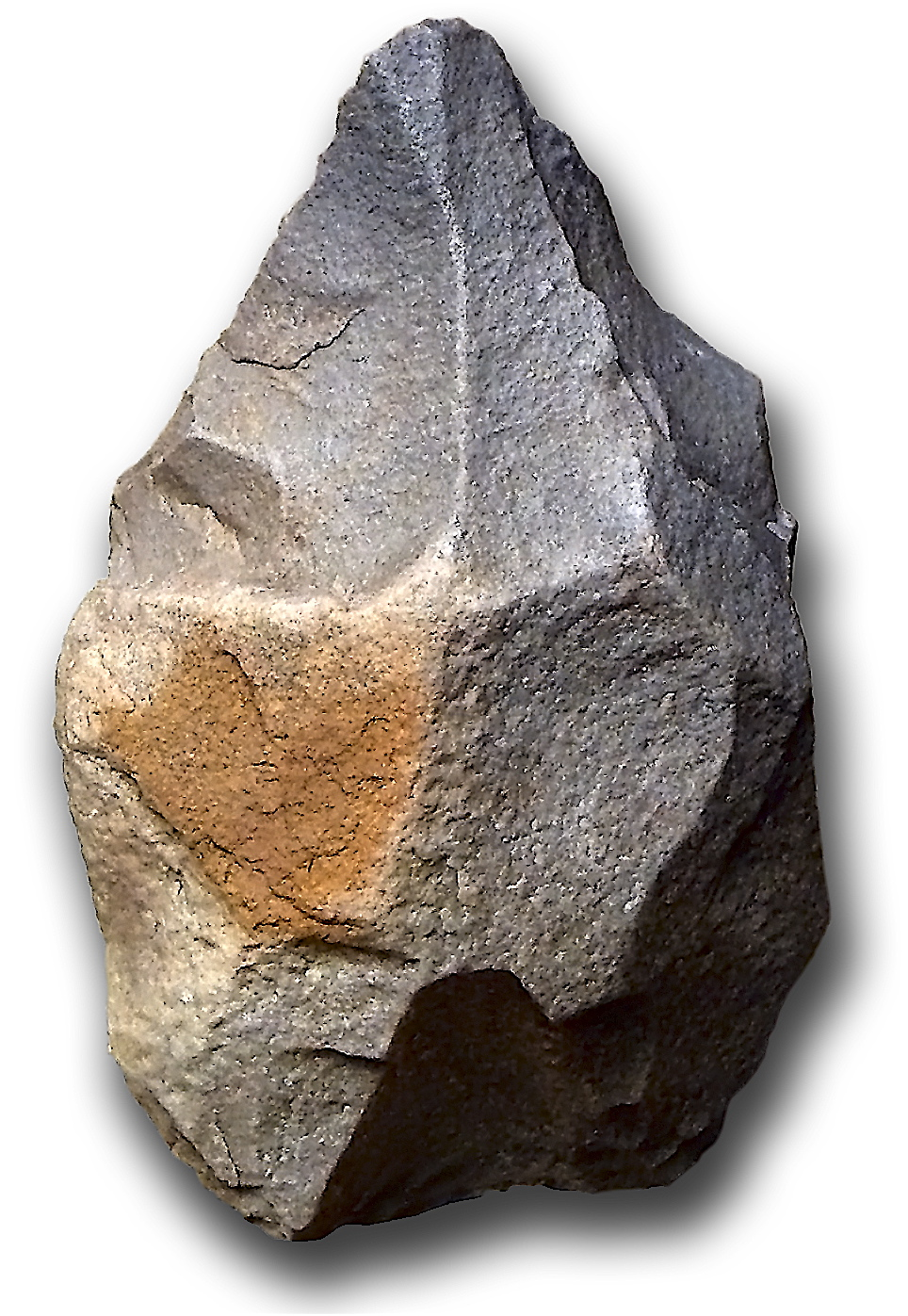
Протобифас из атлантической Сахары

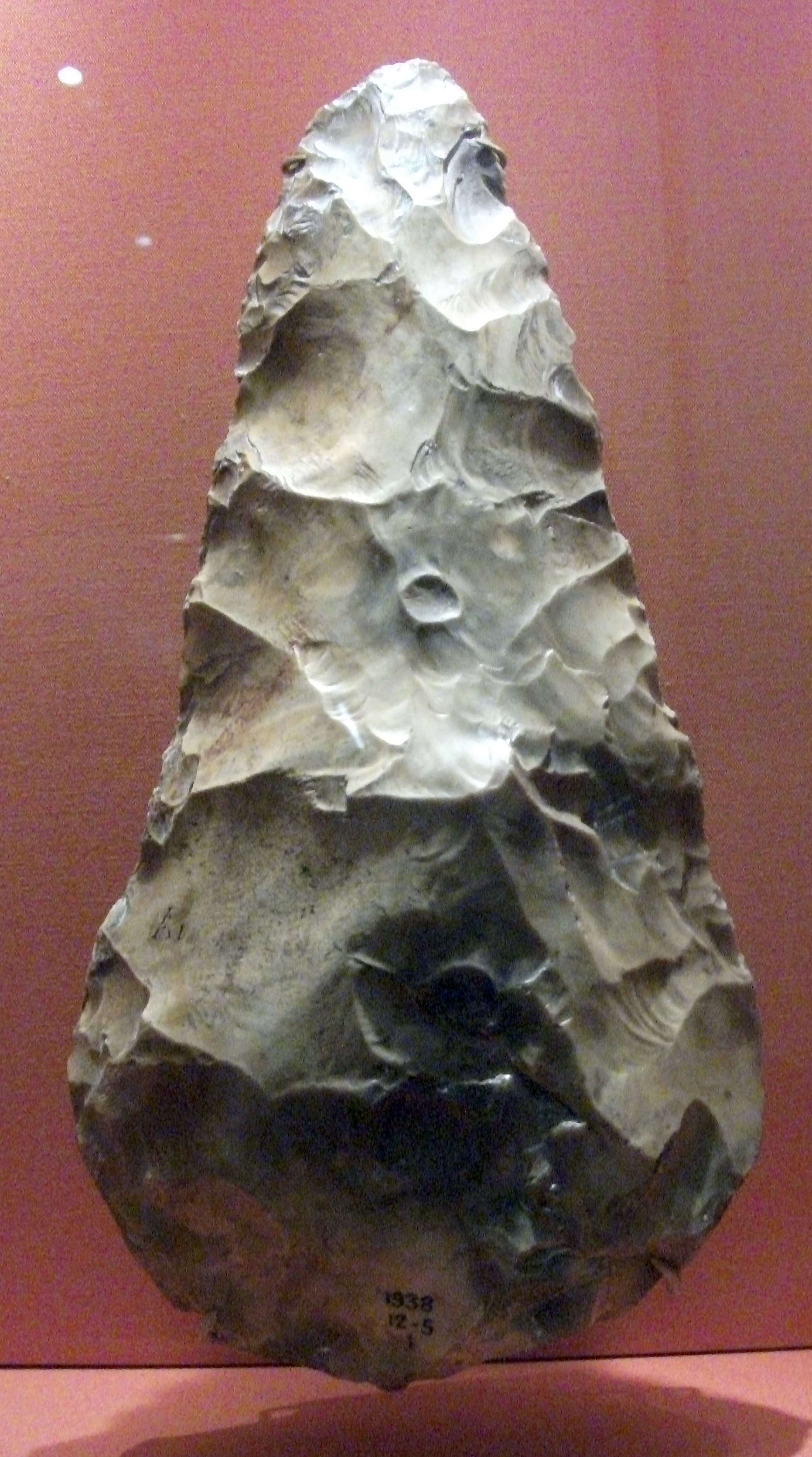
Рубило из Англии, 600—300 тыс. л. н.

Руби́ло, ручной топор (англ. hand axe — ручной топор; фр. coup-de-poing — каменный топор, буквально — каменный кулак) — макролитическое орудие труда первобытного человека. Появилось ещё в эпоху развитого олдувая 1,5—1,0 млн л. н., но более характерное для аббевильской и ашельской культур раннего палеолита. Часто рубила называют «каменными топорами», что не является грубой ошибкой, но вносит определённую путаницу. В старой археологической литературе также встречается название «ударник». Рубило было основным (но не единственным) универсальным орудием и могло применяться в самых разных случаях, заменяя нож, топор, кирку.

## История
На право называться древнейшими претендуют рубила возрастом 1,7 млн лет, найденные группой американских учёных под руководством Кристофера Лепре (Christopher Lepre) из университета Ратгерса, которые обнаружила их в Кении при раскопках у берегов озера Туркана. Полагают, что эти орудия созданы племенами гейдельбергского человека (Homo heidelbergensis) и прямоходящих людей (Homo erectus), которые жили тогда в Восточной Африке и исчезли 150 тыс.лет назад.

## Разновидности
Рубило входит в более обширную группу так называемых «бифасов» (фр. biface — букв. двухсторонник). Обычно последний термин используется как синоним «рубила». Наиболее ранние и грубые из этих орудий называют протобифасами. Вообще, аббевильские рубила более крупные и менее тщательно изготовлены, чем ашeльские.
Форма рубила чаще миндалевидная, с утолщением и закруглением в основании (это рукоятка) и заострённая с ударного конца. Но бывают и другие: сердцевидные, треугольные, овальные, эллиптические или «лиманды», «фикроны» (с узкой рабочей частью), лопатовидные, ланцетовидные, дисковидные, ладьевидные, яйцевидные, ромбовидные, кореноидные или нуклеусовидные (проще толстые). Близко к рубилам стоят или являются их разновидностями крупные орудия «кливеры» и «пики», а также «монофасы» и «унифасы».
- Кливер (односторонний или двусторонний; англ. cleaver — колун; фр. hachereau — топорик, секач; нем. Spalter — колун) — представляет собой орудие с оббитыми продольными краями, но с поперечным острым лезвием без подправки.
- Пика (пик; фр. pic) имеет сходящиеся клином рабочие края.
- Монофас (фр. monoface) — это орудие из расколотой гальки с оббивкой только на одной поверхности.
- Унифас (фр. uniface) в отличие от монофаса имеет радиальную (круговую) оббивку одной поверхности.

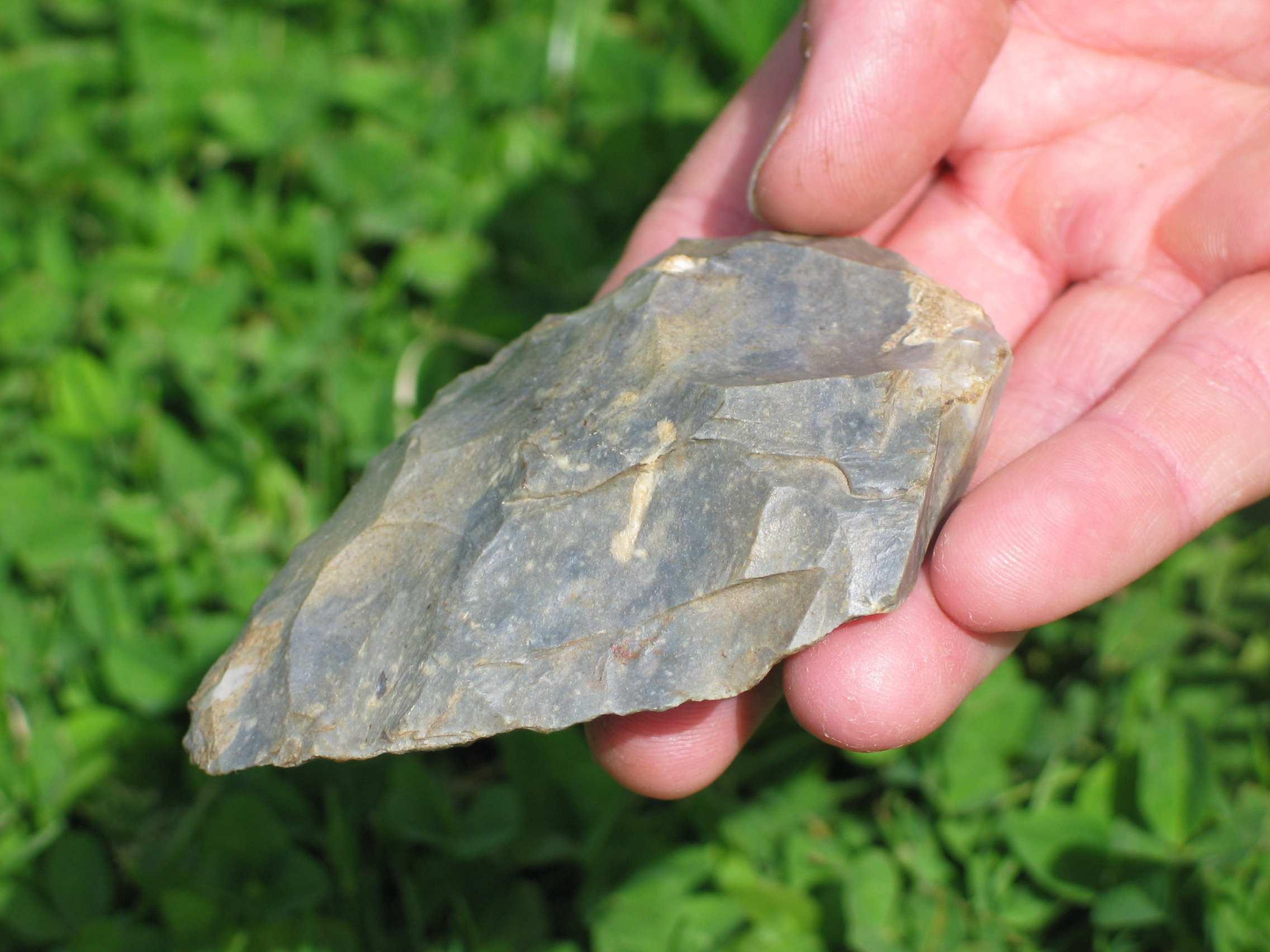
Бифас. Франция
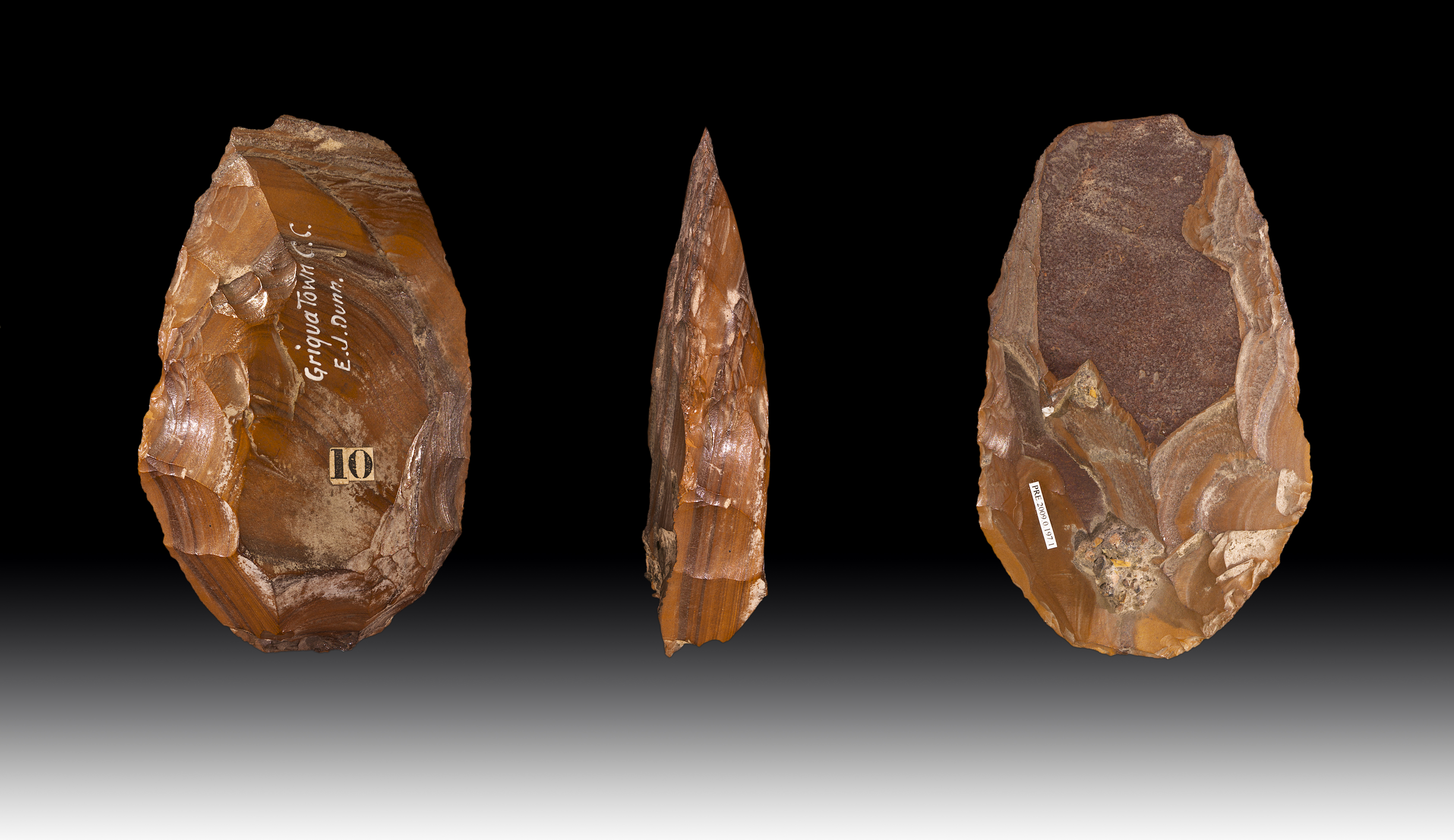
Кливер. Южная Африка, 1 млн — 300 тыс. л. н.
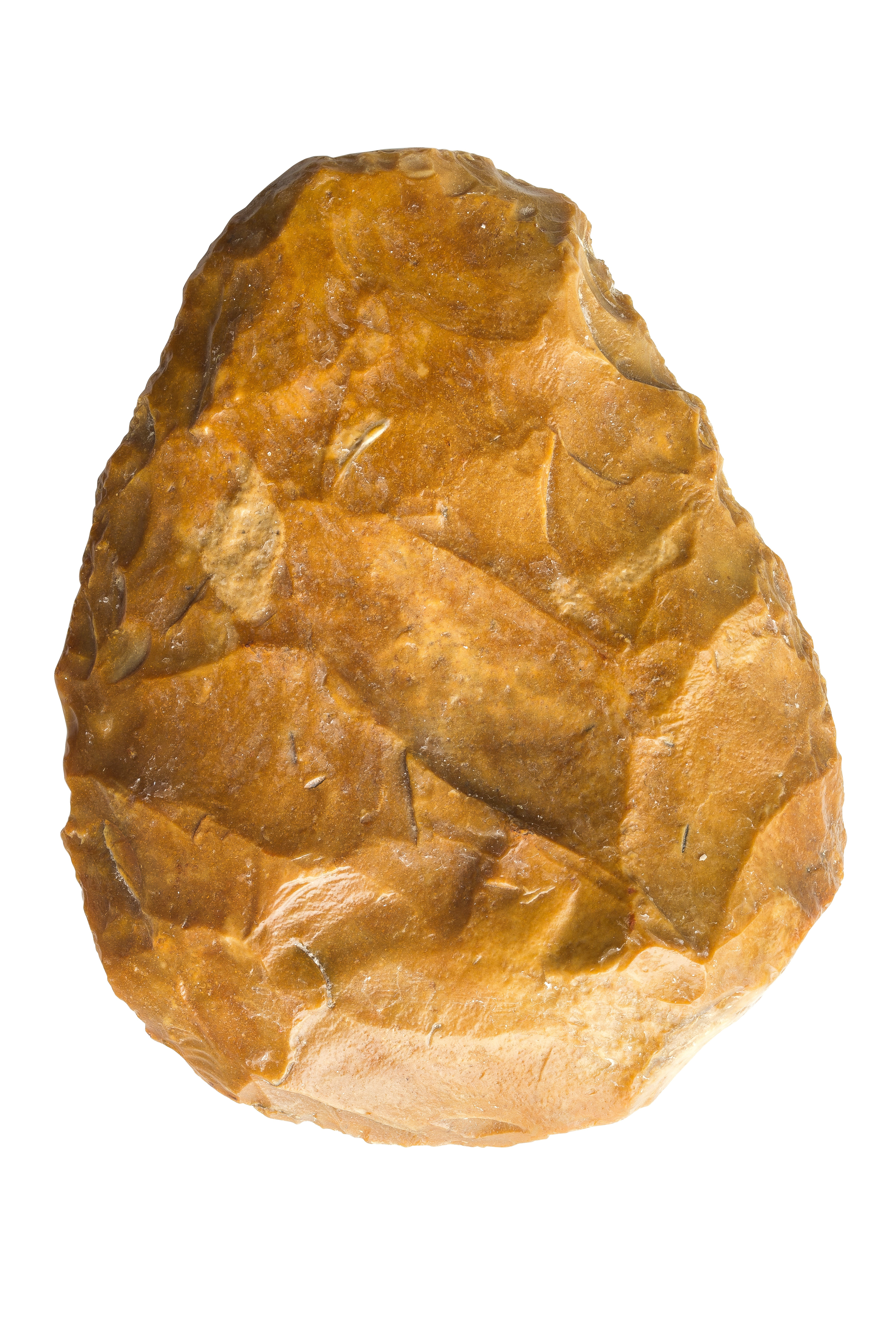
Рубило, найденное в Меуене (Бельгия), 250.000-38.000 лет назад, Галло-римский музей (Тонгерен)

## Техника изготовления
Для изготовления рубил использовались самые разные породы камня: кремень, плотные известняки и песчаники, сланец, кварцит, обсидиан и др. Применялась только оббивочная техника. Рубила аббевильской культуры производились методом удара камня по камню, создавая при этом на рабочей части орудия два сходящихся в остриё двусторонних (бифасиальных) лезвия. В ашельскую эпоху уже переходили на ударники из дерева и рога, что сказалось на качестве и размере изделий. У неандертальцев в эпоху мустье рубила вообще уменьшились до небольших треугольных орудий.